# Göran Göransson
Göran Erik Göransson, född 7 maj 1956 i Stockholm, är en svensk tidigare fotbollsspelare i AIK som spelade 268 allsvenska AIK-matcher för klubben mellan 1974 och 1990.
Göran Göransson gjorde allsvensk debut för AIK som 17-åring, och spelade både på högermittfält och som högerback. Han var med och vann Svenska cupen 1976 och 1985.
1996 tränade han Hammarby IF, med målet att föra upp laget i Allsvenskan något som misslyckades efter kvalspel mot Trelleborgs FF.
Göransson var 1999-2001 förbundskapten för U21-landslaget och arbetade från år 2002 fram till 2010 med att kartlägga motståndarlag för U21- och A-landslaget.
Göransson drabbades i november 2010 av en allvarlig hjärnblödning.